# Романов-Добржанский, Роман Андроникович
Рома́н Андро́никович Рома́нов-Добржа́нский (настоящая фамилия Добржанский, 1877—?) — российский оперный певец (баритон) и вокальный педагог. Первый исполнитель партии Пославского в опере «Пан воевода» Николая Римского-Корсакова (1904). Автор нескольких романсов.

## Биография
Роман Добржанский родился 1877 году. Начав оперную карьеру, включил своё имя Роман в фамилию-сценический псевдоним — Романов-Добржанский.
В 1895—1898 годах учился в Киевском музыкальном училище по классу вокала Марии Алексеевой-Юневич. В 1898—1902 годах учился сначала год у Камилло Эверарди, затем у Умберто Мазетти в Московской консерватории.
16 и 22 апреля 1900 года дебютировал в консерваторском ученическом спектакле на сцене Большого театра в партии Доктора Каюса в опере «Виндзорские проказницы» Отто Николаи с партнёрами Василием Петровым и Антониной Неждановой и дирижёром Эдуардом Крушевским.
В 1901—1904 годах выступал в Московской частной опере (театре Солодовникова), где дебютировал в партии Валентина в «Фаусте» Шарля Гуно. После этого пел в Новом летнем театре «Олимпия» в августе 1904 года и в 1906—1907 годах (Санкт-Петербург, антреприза Е. Кабанова и К. Яковлева); в Новой опере (Санкт-Петербург, антреприза А. А. Церетели); в Народном доме (Санкт-Петербург); в Городском театре Киева в 1906 году. Выступал в партии Марса в оперетте «Орфей в аду» Жака Оффенбаха.
В 1904 году был первым исполнителем партии Пославского в опере «Пан воевода» Николая Римского-Корсакова.
Исполнял партию Рангони в «Борисе Годунове» Модеста Мусоргского (1904, 1906, Санкт-Петербург) и Сильвио в опере «Паяцы» Руджеро Леонкавалло (1906, Киев).
Партнёрами Романова-Добржанского были Мария Алешко, Наталья Андреева-Вергина, Александр Антоновский, Николай Большаков, Янина Вайда-Королевич, Аврелия-Цецилия Добровольская, Мария Инсарова, Виктор Селявин, Николай Сперанский, Мария Черненко, Фёдор Шаляпин. Роман Романов-Добржанский пел под управлением Ивана Аркадьева, Арнольда Маргуляна, Дж. Пагани, Вячеслава Сука, Эудженио Эспозито и др.
В 1910-х годах преподавал пение в Киеве.
Автор нескольких романсов.
Время, место и обстоятельства смерти Романова-Добржанского неизвестны.

### Семья
- Брат — Иван Андроникович Добржанский (1879—1941), российский военный, штабс-ротмистр Отдельного корпуса пограничной стражи.
- Племянница — Любовь Ивановна Добржанская (1905 или 1908—1980), советская актриса.

## Сочинения (на собственные слова)

### Романсы
- «Бог-злато» («Велик один я на земле»)
- «Мне снилось вечернее небо»
- «Не спрашивай толпы»
- «Пловцы»
- «Тихо, прекрасно вокруг»
- «Человек» («Ты жизнь постиг помимо воли»)
- «Я вновь один»
- «Я люблю в тебе правду»[1]

### Баллада
- «Путник» («Неведомой вдали стезёй»)[1]

## Посвящения Романову-Добржанскому
- Рейнгольд Глиэр посвятил Роману Романову-Добржанскому свой романс на стихи Николая Огарёва «Ночь и буря» (ор. 63 № 7, 1913)[1].